# Edwin Bormann

Edwin Bormann

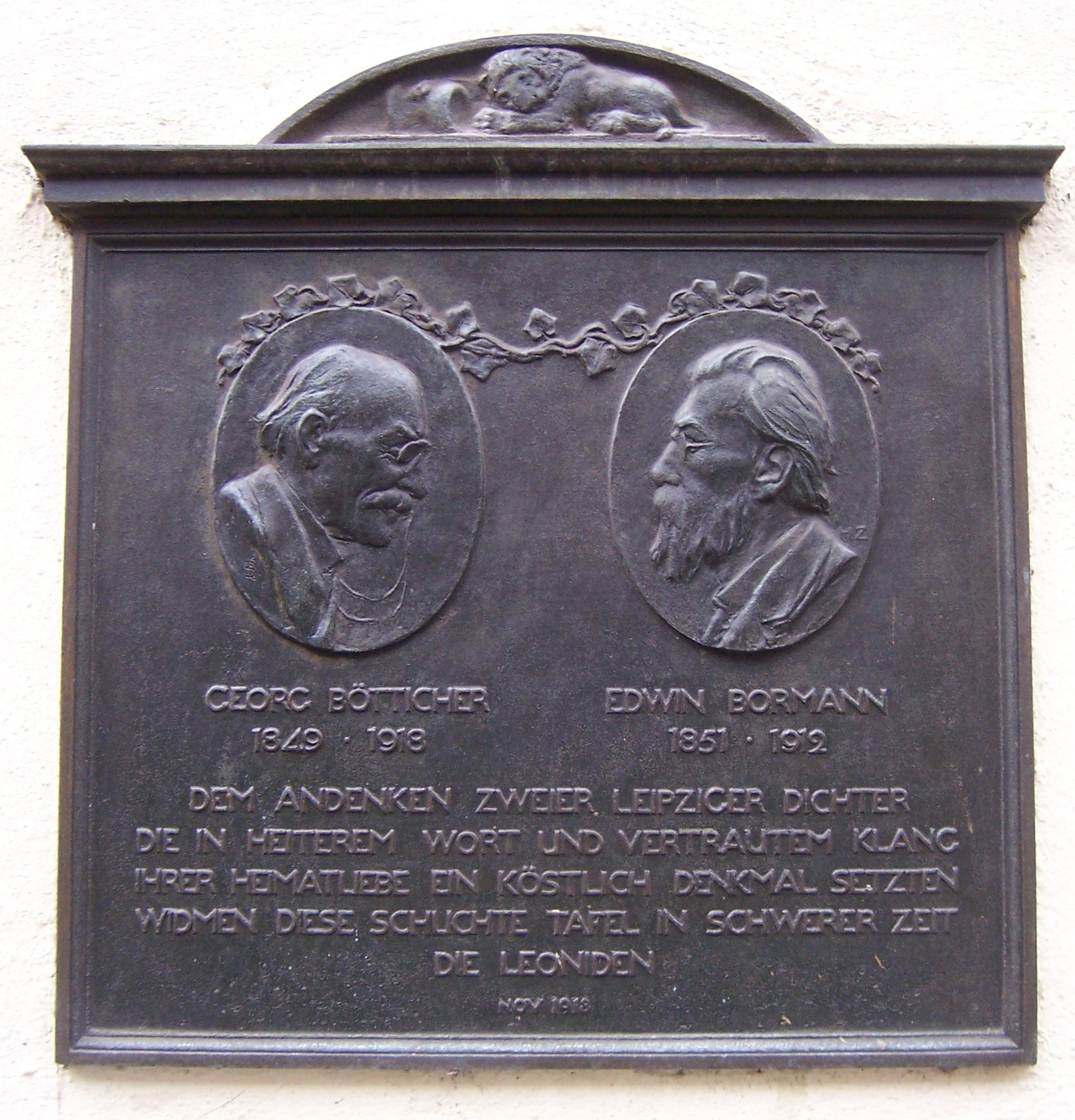
Gedenktafel für Edwin Bormann am Alten Rathaus in Leipzig

Edwin Bormann (* 14. April 1851 in Leipzig; † 3. Mai 1912 ebenda) war ein deutscher Schriftsteller. Er publizierte auch unter dem Pseudonym Bliemchen.

## Leben
Nachdem er ein 1867 am Königlich Sächsischen Polytechnikum in Dresden begonnenes Architekturstudium aus gesundheitlichen Gründen abbrechen musste, studierte er von 1869 bis 1875 in Leipzig und Bonn Naturwissenschaften, Kunstgeschichte, Germanistik und Philosophie. Danach kehrte er in seine Heimatstadt Leipzig zurück, wo er 1888 für die Publikation seiner Werke einen eigenen Verlag gründete. 1909 rief er gemeinsam mit Georg Bötticher und Arthur von Oettingen die Künstlervereinigung Leoniden ins Leben, die ihm und Bötticher 1918 eine Gedenktafel am Leipziger Rathaus stiftete. Er war jahrzehntelang Mitarbeiter der satirisch-humoristischen deutschen Wochenschrift Fliegende Blätter.

## Werk
Bormann trat vor allem als sächsischer Mundartdichter hervor. Daneben verfasste er Gedichtkollagen wie seine Schilleressenz, in denen er nach Art des Cento Zitate zu einem neuen Text montierte. Der Titel seines Buchs Jedes Thierchen hat sein Pläsierchen ging in den deutschen Zitatenschatz ein.
In mehreren Publikationen trat er außerdem für die sogenannte Shakespeare-Bacontheorie ein, die Francis Bacon für den Verfasser der unter dem Namen des Schauspielers William Shakespeare veröffentlichten Werke hält. Im Gegensatz zu anderen Vertretern der Theorie versuchte er – nach eigenem Bekunden – den Nachweis zu erbringen, indem er einen „unauflöslichen Zusammenhang“ zwischen den Shakespeare-Dichtungen und den naturwissenschaftlich-philosophischen Werken Bacons aufzeigte. So sei der Sturm eine Parabel zu Bacons Naturphilosophie, Lear zur Ökonomie und Hamlet zur Anthropologie.

## Publikationen (Auswahl)
- Reineke Fuchs (Freie Nachdichtung des niederdeutschen Reinke de Vos.). Flemming, Glogau 1881 (gemeinsam mit Julius Lohmeyer und Fedor Flinzer).
- De Säck'sche Schweiz un das geliebde Dräsen. Vaterländsche Reim- un Farwen-Boesien. Fischer, Leipzig 1891.
- Leipz'ger Lerchen. Neie Boesieen von ännen alden Leibz`ger. Edwin Bormann`s Selbstverlag Leipzig Erscheinungsjahr 1893, 160 S.
- Das Shakespeare-Geheimniss. Bormann, Leipzig 1894.
- Der Anekdotenschatz Bacon-Shakespeare's. Heiter-ernsthafte Selbstbekenntnisse des Dichter-Gelehrten. Bormann Selbstverlag, Leipzig, 1895.
- S Buch von Klabberstorche, o. J.
- Der historische Beweis der Bacon-Shakespeare-Theorie. Bormann, Leipzig 1897.
- Wenn Gedhe und Schiller gemiethlich sin. Ä klassischer Lorbeerkranz. Selbstverlag, Leipzig 1899.
- Die Kunst des Pseudonyms. 12 literarhistorisch-bibliographische Essays. Bormann Selbstverlag, Leipzig 1901.
- Francis Bacon’s Reim-Geheimschrift und ihre Enthüllungen. Selbstverlag, Leipzig 1906.